# Thomas Boberg
 Der er for få eller ingen kildehenvisninger i denne artikel, hvilket er et problem. Du kan hjælpe ved at angive troværdige kilder til de påstande, som fremføres i artiklen.

Thomas Boberg (født 5. juli 1960 i Roskilde) er en dansk digter og forfatter.
Han er søn af kunstmaleren Jørgen Boberg (født 1940) og socialrådgiver Gunver Plesner (født 1939).
Siden han var 17 år, har han rejst i store dele af verden, især i Syd- og Mellemamerika og Afrika.
Han debuterede som forfatter med digtsamlingen Hvæsende på mit øjekast i 1984 og har siden opnået bred anerkendelse med rejseerindringerne Sølvtråden, Marokkansk Motiv, Americas og Invitation til at rejse.
Boberg har været indstillet til Nordisk Råds Litteraturpris to gange. I 2000 for rejsemindebogen Americas og i 2006 for digtsamlingen Livsstil. Har modtaget en lang række priser deriblandt Det Danske Akademis Store Pris i 2012, Otto Gelsted-prisen i 2000 samt Holger Drachmann-legatet i 2009.
Fra 2018 medlem af Det Danske Akademi.

## Louie Ashanti Bannor Boberg
I 2020 fik Thomas Bobergs 4-årige søn, Louie Ashanti Bannor Boberg (født 2015) flere digte, som var nedskrevet af Thomas Boberg, publiceret i magasinet Hvedekorn. Søren Jacobsen Damm fandt "en stor forunderlighed og noget næsten nordisk folklore i sin umiddelbarhed" i digtene, og Lars Bukdahl, redaktør af Hvedekorn, mente at "Det er mærkværdigt og mirakuløst og viser en vildere og stærkere måde at bruge sproget på end hos alle de voksne digtere i samme nummer af Hvedekorn".

## Insula
I 2024 udgav Boberg romanen Insula. Ifølge forlaget Gyldendal omhandler den ægteparret Thomas og Rebecca, som bosætter sig på en lille ø i Danmark sammen med deres søn Hugo. Men integrationen i det nye samfund bliver "mere vanskelig end forventet, og sprækkerne ind til tidligere tiders hierarki og magtudøvelse på øen toner langsomt frem". Thomas Boberg og hans familie har tidligere boet på Fejø, og inspirationen til bogen bygger ifølge Boberg selv på hans oplevelser fra dengang, samtidig med at han udtalte, at bogen og dens handling og personer ikke skal opfattes som virkelige, men som en fiktiv fortælling. En række beboere på Fejø kritiserede dog bogens indhold stærkt, idet de mente, at en række af figurerne i bogen var et genkendeligt portræt af virkelige fejøboere, og at bogen samtidig gav et negativt indtryk af Fejø og dens beboere.